# أنوباما كومار
أنوباما كومار (بالإنجليزية: Anupama Kumar)‏ هي عارضة وممثلة هندية، ولدت في 4 ديسمبر 1974 في كويمباتور في الهند.

## أعمال

### أفلام
- (2010) إشقيا

## وصلات خارجية
- أنوباما كومار على موقع IMDb (الإنجليزية)
- أنوباما كومار على موقع قاعدة بيانات الفيلم (الإنجليزية)